# The Special Collectors Edition
The Special Collectors Edition es un álbum recopilatorio de la banda británica Blur, el cual contiene Caras B. El álbum fue publicado sólo en Japón originalmente en 1994, pero en 2023 tuvo un lanzamiento mundial en vinilo. Contiene Lados B de los álbumes Leisure , Modern Life Is Rubbish y Parklife
. El último tema no es un lado B, sino una grabación de los fanes cantando "Bank Holiday" en un aeropuerto de Tokio.

## Lista de canciones
1. "Day Upon Day" (Live At Moles Club, Bath, 19 de diciembre de 1990) – 4:03
2. "Inertia" – 3:48
3. "Luminous" – 3:12
4. "Mace" – 3:25
5. "Badgeman Brown" – 4:47
6. "Hanging Over" – 4:27
7. "Peach" – 3:57
8. "When the Cows Come Home" – 3:49
9. "Maggie May" – 4:05
10. "Es Schmecht" – 3:35
11. "Fried" (Blur featuring Seymour) – 2:34
12. "Anniversary Waltz" – 1:24
13. "Threadneedle Street" – 3:18
14. "Got Yer!" – 1:48
15. "Supa Shoppa" – 3:02
16. "Beard" – 1:45
17. "Theme From An Imaginary Film" – 3:34
18. "Bank Holiday" – 1:10